# Alquiler vacacional

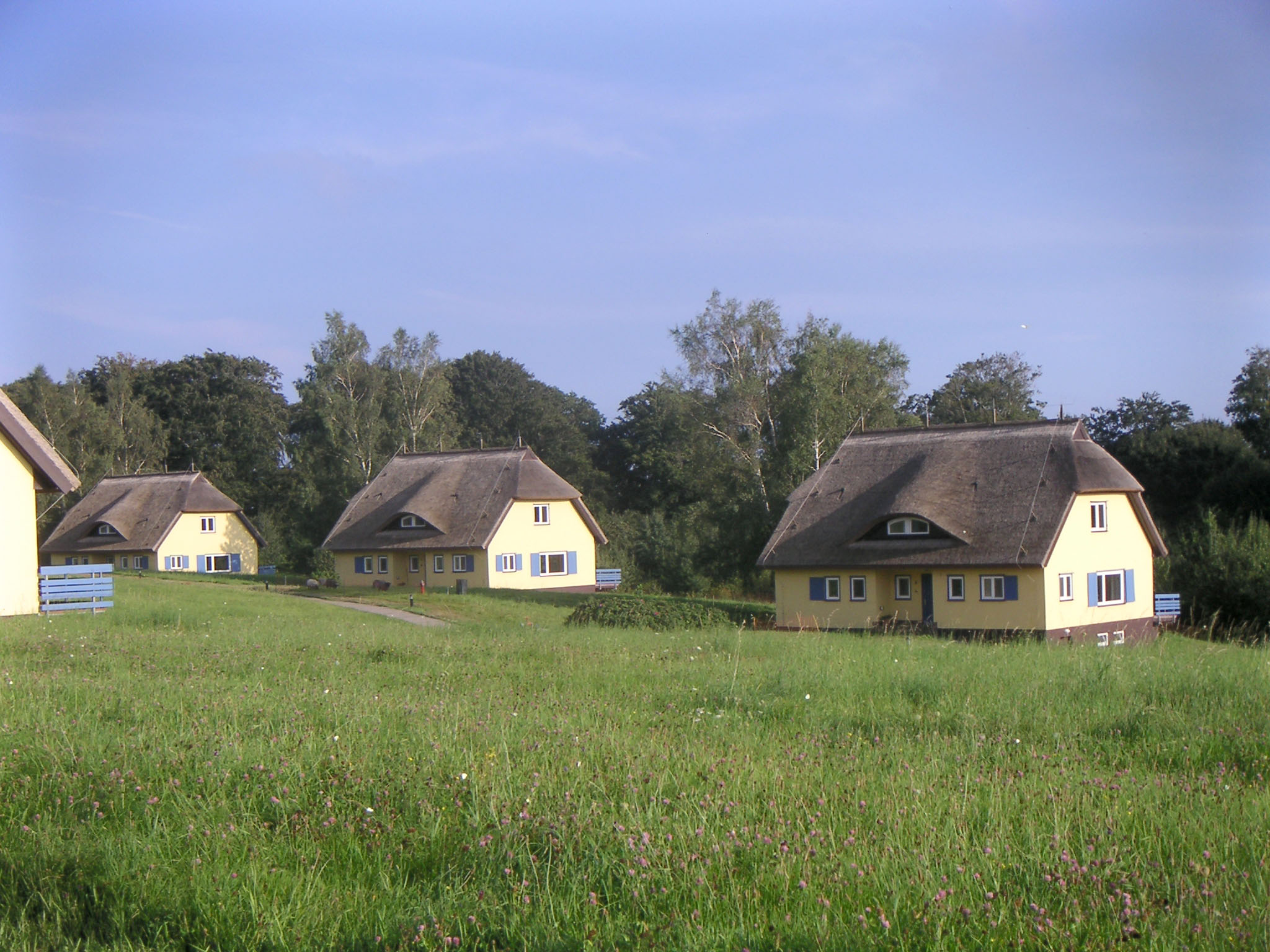
Conjunto de viviendas vacacionales con tejados de paja en la isla de Vilm, Alemania.

El alquiler vacacional también denominado como alquiler a corto plazo, a menudo abreviado como STR (sigla en inglés de short term rental), describe apartamentos o casas independientes o compartidos, amueblados que se alquilan por períodos cortos de tiempo. Suelen verse como una alternativa a los hoteles . Los alquileres de "estadías cortas" son una rama del mercado inmobiliario y del sector de hospitalidad, y también los ofrecen propietarios e inversores privados a través de plataformas en línea como Airbnb .Los usos populares incluyen el alquiler vacacional.
Esta industria es vista como la opción más económica para estadías de un mes. Pueden ser entre un 25% y un 50% más baratos que una habitación de hotel, y los apartamentos suelen ofrecer servicios adicionales, como cocina/cocineta, lavadora y secadora. Algunas empresas permiten mascotas. Los procedimientos de reserva pueden incluir verificaciones de crédito, depósitos por daños y retención, y tarifas de limpieza de salida. Los alquileres de plataformas en línea como Airbnb son una forma común de acceder a estos alquileres.

## Tipos de alojamiento
Los tipos de alojamiento se pueden subdividir en dos grandes grupos: Para el turismo urbano y rural. La oferta en este tipo de viviendas es variada, que van desde diferentes tipos de cabañas, individuales o como parte de un complejo turístico, que van desde lo rústico a lo más sofisticado; hasta villas residenciales independientes, con todas las comodidades que puede brindar una propiedad en la ciudad, pudiendo incorporar incluso elementos considerados de lujo. Para el caso de las propiedades urbanas, son más comunes los apartamentos, ubicados en edificios de residencias multifamiliares, especialmente en zonas de alto interés turístico.  

## Impacto económico
Inicialmente, las agencias de viajes controlaban la oferta de este tipo de propiedades, quienes vendían en sus paquetes la posibilidad de alquilarlas, sirviendo además como mediadores entre ambas partes, aumentando las medidas de seguridad y confianza al tenerlos como respaldo. Con la masificación del Internet y la aparición de nuevas tecnologías, como las aplicaciones móviles de teléfonos inteligentes, este mercado se ha visto favorecido considerablemente, aumentando las posibilidades de que los propietarios hagan un trato directo con sus potenciales inquilinos. De acuerdo a estudios a nivel global, se estimaba en 2015 que un tercio de la oferta turística de alojamientos se encuentra bajo esta modalidad, con dos tercios del mercado de los alquileres «por sus propios dueños» en esta categoría de viviendas amobladas.

## Servicios virtuales
Empresas de sitios web se han creado específicamente para ofrecer estos servicios, como las estadounidenses Airbnb y Niumba, que van desde el alquiler de un dormitorio (privado o compartido) con derecho a usar los espacios comunes dentro de una vivienda, como una propiedad completa para el uso del arrendatario. Del mismo modo, otras compañías dedicadas al turismo y los viajes, como Booking.com, Kayak o Despegar, han añadido una sección para este tipo de alquileres a toda su oferta turística. Asimismo, existen compañías virtuales como Hundredrooms, que sirven como metabuscador y comparador virtual entre dos o más compañías, con el objetivo de obtener el mejor precio.

## Comparación con otros servicios de alojamiento
Pese a que son confundidas, existen diferencias intrínsecas con la modadalidad de propiedades de tiempo compartido. A diferencia de los servicios de hospitalidad, bajo la modalidad de alquiler vacacional sí se realiza un cobro por el uso de la propiedad.

## Preocupaciones de los arrendatarios
Las mayores preocupaciones de los arrendatarios a las desconfianzas de la virtualidad para alquilar este tipo de propiedades, como por ejemplo, que la vivienda no sea como fue descrita o como se ofrecía, como también lo referente a estafas en los avisos puestos por Internet. Para hacer frente a esto, las agencias y sitios web especializados en este tipo de alquileres han desarrollado diferentes medidas de seguridad para mejorar la satisfacción del cliente, como por ejemplo, la obligación de crear una cuenta de usuario con uno o más sistemas de verificación de identidad, así como también la creación de reseñas, donde tanto los propietarios como los inquilinos pueden escribir sus impresiones y calificar su experiencia recíprocamente, creando así una reputación en línea dentro del mismo sitio web.

## Restricciones
Algunos países han comenzado a legislar y a regular este tipo de modalidad de alojamiento, especialmente debido a la posible evasión tributaria en la que podrían incurrir algunos propietarios, así como también otras normativas vinculadas al alquiler de viviendas amobladas, como el pago de permisos e impuestos, dependiendo las disposiciones legales de cada lugar donde se encuentran.